# Jean Pommier
Pour les articles homonymes, voir Pommier.
Pour le critique, voir Jean Pommier.
Jean Pommier est un comédien français de théâtre, cinéma et télévision, né le 24 août 1922 à Niort (Deux-Sèvres) et mort le 12 mars 2018 à Paris 15e,.

## Biographie
Jean Pommier avait vingt ans en 1942 quand il débute dans la troupe de comédies ambulantes de Jean Dasté. Il parcourt la France, avec ce pionnier de la décentralisation, gendre de Jacques Copeau, Membre durant plusieurs années de la troupe de l'Atelier et de la Compagnie Renaud-Barrault, il rejoint plus tard le Théâtre de la Huchette où il interprète longtemps le rôle de M. Martin dans La Cantatrice chauve d'Eugène Ionesco. Il joue les plus grands auteurs aussi bien classiques que contemporains. Il tient de nombreux rôles au cinéma, glissant peu à peu des emplois de jeunes premiers (il fut le fiancé de Dany Robin dans Deux sous de violettes) à ceux de notables.
Il joue avec les plus grands metteurs en scène : Copeau, Jean Dasté, André Reybaz, Jean Vilar, Jean-Louis Barrault, André Barsacq, Jean-Marie Serrault, Georges Wilson.
Jean Pommier raconte ses souvenirs de comédien (théâtre, cinéma), mais aussi de metteur en scène et de décorateur depuis ses débuts dans les années 1940, dans Parlons théâtre. En dînant, Aline, Catherine et moi, paru en 2012. Témoin de l’histoire du théâtre français, il évoque soixante-dix ans d’aventures cinématographiques et théâtrales, faisant partager son travail avec les plus grands, mais aussi avec des figures oubliées. Son témoignage constitue une mise en perspective du théâtre français : évocation de la naissance du métier de metteur en scène, des premiers festivals d’Avignon, du travail avec Jean-Louis Barrault, Jean Vilar : évocation des tournées, de la décentralisation, de Saint-Germain-des-Prés.
Il participe régulièrement à des lectures mises en espace par Jean-Claude Penchenat, dans le cadre des thés littéraires du Forum 104. En décembre 2014, il joue ainsi l'abbé Mugnier dans L'Ombre des Guermantes, un montage et une mise en espace de Jean-Claude Penchenat d'après La comtesse Greffulhe, L’ombre des Guermantes (Flammarion), une biographie de Laure Hillerin.
Il joue dans trois films de Philippe Garrel : Sauvage innocence en 2001, La Jalousie en 2013 et L'Ombre des femmes en 2015.
Il joue en 2014 dans Le Testament du père Leleu, une farce de Roger Martin du Gard, mise en scène par Jean-Claude Scionico et présentée au théâtre de l'Épée de Bois à la cartoucherie de Vincennes.
Il joue en 2015 avec Line Renaud dans Rappelle-toi de Xavier Duringer et dans C'est le métier qui rentre de Diane Kurys.
En 2016, dans le groupe d’acteurs-lecteurs réunis autour de Jean-Claude Penchenat au Forum 104 pour inventer un répertoire de lecture, il joue et lit dans Proust pour rire, une promenade poétique et cocasse, littéraire, dans l’univers de Marcel Proust mise en espace par Jean-Claude Penchenat, d'après le livre de Laure Hillerin : Proust pour rire (Flammarion). Reprise en 2017.
Né deux jours exactement après Micheline Presle et encore actif sur les planches en 2017, Jean Pommier était, au moment de son décès, survenu dans sa 96e année, le doyen masculin des acteurs français en exercice.

## Filmographie

### Cinéma
- 1945 : Les Démons de l'aube d'Yves Allégret
- 1948 : Pattes blanches de Jean Grémillon
- 1949 : Rendez-vous de juillet de Jacques Becker
- 1951 : Deux sous de violettes de Jean Anouilh
- 1951 : Une histoire d'amour de Guy Lefranc
- 1955 : Papa, maman, ma femme et moi de Jean-Paul Le Chanois
- 1957 : Cargaison blanche de Georges Lacombe
- 1957 : Le Désert de Pigalle de Léo Joannon
- 1959 : Le Trou de Jacques Becker
- 1961 : Les Petits drames de Paul Vecchiali (film détruit)
- 1963 : Le Train de John Frankenheimer et Bernard Farrel
- 1965 : Les Ruses du diable de Paul Vecchiali
- 1968 : Paris n'existe pas de Robert Benayoun
- 1974 : Femmes femmes de Paul Vecchiali
- 1975 : C'est dur pour tout le monde de Christian Gion
- 1976 : Gloria de Claude Autant-Lara
- 1979 : Chloé, l'obsédée sexuelle de Michel Caputo
- 1996 : On va nulle part et c'est très bien de Jean-Claude Jean
- 1998 : Sucre amer de Christian Lara
- 1999 : Le Libertin de Gabriel Aghion
- 2001 : Sauvage Innocence de Philippe Garrel
- 2003 : Ripoux 3 de Claude Zidi
- 2004 : Gabrielle de Patrice Chéreau
- 2004 : Il ne faut jurer de rien ! d'Éric Civanyan
- 2004 : Tout est bien qui finit bien de Pascal Lièvre
- 2006 : Avant que j'oublie de Jacques Nolot
- 2007 : 72/50 d'Armel de Lorme et Gauthier Fages de Bouteiller
- 2013 : La Jalousie de Philippe Garrel
- 2015 : L'Ombre des femmes de Philippe Garrel
- 2015 : Arrête ton cinéma ! de Diane Kurys

### Télévision
- 2011 : Chez Maupassant : Le Vieux de Jacques Santamaria

## Théâtre
- 1945 : L'Agrippa ou la folle journée d'André Barsacq, mise en scène André Barsacq, Théâtre de l'Atelier
- 1946 : Le Retour de l'enfant prodigue d'André Gide, mise en scène Jean Vernier, Théâtre Hébertot
- 1949 : Les Justes d'Albert Camus, mise en scène Paul Œttly, Théâtre Hébertot - Alexis Voinov
- 1950 : Henri IV de Shakespeare, mise en scène Jean Vilar, TNP Festival d'Avignon
- 1950 : Le Profanateur de Thierry Maulnier, mise en scène Jean Vilar, TNP Festival d'Avignon
- 1952 : Les Fous de Dieu de Friedrich Dürrenmatt, mise en scène Catherine Toth, Théâtre des Noctambules
- 1954 : Madame Filoumé d'Eduardo De Filippo, mise en scène Jean Darcante, Théâtre des Célestins
- 1955 : Le Chien du jardinier de Georges Neveux d'après Felix Lope de Vega, mise en scène Jean-Louis Barrault, Théâtre Marigny
- 1955 : L'Orestie d'Eschyle, mise en scène Jean-Louis Barrault, Festival de Bordeaux, Théâtre Marigny
- 1957 : Les Coréens de Michel Vinaver, mise en scène Jean-Marie Serreau, Théâtre de l'Alliance française
- 1959 : Spectacle Jean Tardieu, mise en scène Jacques Polieri, Théâtre de l'Alliance française
- 1959 : L'Affaire des poisons de Victorien Sardou, mise en scène Raymond Gérôme, Théâtre Sarah Bernhardt
- 1964 : Richard III de Shakespeare, mise en scène Jean Anouilh et Roland Piétri, Théâtre Montparnasse
- 1966 : Dieu, empereur et paysan de Julius Hay, mise en scène Georges Wilson, TNP Festival d'Avignon
- 1967 : Dieu, empereur et paysan de Julius Hay, mise en scène Georges Wilson, TNP Théâtre de Chaillot
- 1967 : Le Roi Lear de William Shakespeare, mise en scène Georges Wilson, TNP Théâtre de Chaillot
- 1970 : Early morning d'Edward Bond, mise en scène Georges Wilson, Festival d'Avignon, TNP Théâtre de Chaillot
- 1971 : Turandot ou le congrès des blanchisseurs de Bertolt Brecht, mise en scène Georges Wilson, TNP Théâtre de Chaillot
- 1989 : La vie que je t'ai donnée de Luigi Pirandello, mise en scène Michel Dumoulin, Théâtre Hébertot
- Agrippa(L') ou la Folle journée André Barsacq
- Annonce (L') faite à Marie Paul Claudel
- Antigone Jean Anouilh
- Antigone Sophocle
- Apollon (L') de Bellac Jean Giraudoux
- Athalie Jean Racine
- Bal (Le) des voleurs Jean Anouilh
- Bonhomme (Le) qui avait peur d’un lion Patrick de La Buharay
- Bonne (La) âme du Se Tchouan Bertolt Brecht
- Cantatrice (La) chauve Ionesco
- Cerisaie (La) Anton Tchekhov
- Chien (Le) du jardinier Lope de Vega (adaptation : Georges Neveu)
- Cid (Le) Corneille
- Coréens (Les) Michel Vinaver
- Cyrano de Bergerac Edmond Rostand
- Deirdre des douleurs Synge
- Diable (Le) et le Bon Dieu Jean-Paul Sartre
- Dieu, empereur et paysan Julius Hay
- Don Juan Molière
- Early morning Edward Bond
- École (L’) des femmes Molière
- Enchantement (L’) des images André de Richaud
- Épiphanies (les) Henri Pichette
- Étoile (L’) au front Raymond Roussel
- Folies (Les) amoureuses Jean-François Regnard
- Fourberies (Les) de Scapin Molière
- Frères (Les) Karamazov Dostoïevski (Adaptation : Copeau)
- Hamlet Shakespeare (traduction : André Gide)
- Henri IV Shakespeare (trad. de Clavel et Curtis)
- Homme pour homme Bertolt Brecht
- Illusion (L') comique Corneille
- Jeune (La) fille Violaine et (L’Annonce faite à Marie) Paul Claudel
- Justes (Les) Albert Camus
- Leçon (La) Ionesco
- Lève (La) Jean Audureau
- Lucienne et le boucher Marcel Aymé
- Marchand (Le) d'étoiles Geneviève Serreau
- Mariage (Le) forcé Molière
- Martyre (Le) de Saint Sébastien Gabriele D'Annunzio
- Mégère (La) apprivoisée Shakespeare
- Miracle (Le) du pain doré Mystère du Moyen Âge
- Misanthrope (Le) Molière
- Orestie (L') Eschyle
- Patients (Les) Jacques Audiberti
- Peer Gynt Ibsen (musique de Grieg))
- Profanateur (Le) Thierry Maulnie
- Protée Paul Claudel
- Retour (Le) de l'enfant prodigue André Gide
- Richard III William Shakespeare (adaptation de Jean Anouilh)
- Roi (Le) Lear Shakespeare
- Sorcières (Les) de Salem Arthur Miller
- Sucre Hugo Claus
- Suspended life Véronique Guillaud
- Toute une vie bien ratée Pierre Autin-Grenier
- Turandot ou le congrès des blanchisseurs Bertolt Brecht
- Vestaire (Le) David Storey
- Vie (La) que je t'ai donnée Luigi Pirandello
- ABC (L’) de notre vie Jean Tardieu
- Affaire (L’) des poisons Victorien Sardou
- Ah ! les belles bacchantes Robert Dhéry
- Allez Ulysse Charpentier
- Andromaque Racine
- Anne de Bretagne Michel Philippe
- Averse (L’) Marc Valin
- Ballade (La) de Coventry Jean Canolle
- Bouvard et Pécuchet Gustave Flaubert
- Buanderie (La) David Guerdon
- Changer la vie Jean Guéhenno
- Chouans (Les) Balzac
- Chouans de la Mayenne de Marc Valin
- Clairière (La) des destins Jean Guéhenno
- Cocu (Le) magnifique Fernand Crommelynck
- Farce (La) des deux amoureux Clément Marot
- Faut aimer la vie François Béchu
- Femmes (Les) savantes Molière
- Feu (Le) sur la terre. Le pays sans chemin François Mauriac
- Foire (La) de la Saint Barthélemy Ben Jonson
- Gringoire Théodore de Banville
- Gueux (Les) au paradis Gaston Marie Martens (adaptation d’André Obey)
- Homme (L’) frénétique Michel Philippe
- Hôtel du grand large Alain Gautré
- Ines Mundo Mérimée
- Judith Renaudin Pierre Loti
- Machine (La) infernale Jean Cocteau
- Madame Filoumé Eduardo De Filippo
- Marie Galante Jacques Deval
- Médecin (Le) malgré lui Molière
- Mot (Un) pour un autre Jean Tardieu
- Orphée Jean Cocteau
- Patron Marcel Aymé
- Perses (Les) Eschyle
- Quatre-vingt-treizième Victor Hugo
- Reine (La) morte Henry de Montherlant
- Roman (Le) de Renart
- Schisme d’Angleterre Calderón
- Sicilien (Le) ou l’amour peintre Molière
- Sonate et les trois messieurs Jean Tardieu
- Supplément au voyage de Cook Jean Giraudoux
- Tous les chemins mènent au ciel Suzanne Lilar
- Trente-sept sous de M. Montaudoin Eugène Labiche
- Vicomte (Le) Bragelonne Alexandre Dumas
- Vie de Rancé François de Chateaubriand